# MOONLIT SUMMER TALES
『MOONLIT SUMMER TALES』（ムーンリット サマー テイルズ）は、日本の歌手、杏里の20枚目のオリジナル・アルバムである。1998年7月15日発売。発売元はフォーライフ・レコード。

## 概要
19thアルバム『TWIN SOUL』以来およそ9ヶ月ぶりのオリジナル・アルバム。
現在のところ、オリコントップ10入りした最後のオリジナル・アルバムである。

## 収録曲
作曲（6以外）：ANRI 編曲（5,12以外）：小倉泰治
1. 夏の月
  - 作詞：西尾佐栄子
2. Eternity
  - 作詞：吉元由美
3. Lost Vacation
  - 作詞：西尾佐栄子
4. First Season
  - 作詞：西尾佐栄子
  - 「夏の月」のC/W曲。
5. Long Way To Your Heart
  - 作詞：吉元由美
  - 編曲：CHUCK BOOM
6. 自由な魚
  - 作詞：種市弦
  - 作曲：小倉泰治
7. 光に流されて
  - 作詞：森雪之丞
8. Soramimi
  - 作詞：森雪之丞
9. Sky Diver
  - 作詞：西尾佐栄子
10. What is love?
  - 作詞：種市弦
11. Sin
  - 作詞：吉元由美
12. 夏の月(Reprise)
  - 作詞：西尾佐栄子
  - 編曲：国府弘子